# Грин, Джеймс Патрик
Джеймс Патрик Грин (англ. James Patrick Green; род. 30 мая 1950, Филадельфия, США) — американский прелат и ватиканский дипломат. Титулярный архиепископ Альтинума с 17 августа 2006. Апостольский нунций в Намибии и ЮАР и апостольский делегат в Ботсване с 17 августа 2006 по 15 октября 2011. Апостольский нунций в Лесото с 6 сентября 2006 по 15 октября 2011. Апостольский нунций в Свазиленде с 23 сентября 2006 по 15 октября 2011. Апостольский нунций в Ботсване с 7 февраля 2009 по 15 октября 2011. Апостольский нунций в Перу с 15 октября 2011 по 6 апреля 2017. Апостольский нунций в Исландии и Швеции с 6 апреля 2017 по 30 апреля 2022. Апостольский нунций в Дании с 13 июня 2017 по 30 апреля 2022. Апостольский нунций в Финляндии с 12 октября 2017 по 30 апреля 2022. Апостольский нунций в Норвегии с 18 октября 2017 по 30 апреля 2022. 